# 아오이 유우
아오이 유우(蒼井 優, 1985년 8월 17일~ )는 일본의 여배우이다. 본명은 야마사토 유우(山里 優)이다. 결혼 전 원래 성씨는 나츠이(夏井)로, 후쿠오카현 가스가시 출신이다. 호리코시 고등학교를 졸업하고, 니혼 대학 예술학부 연극학과를 중퇴하였다. 신장은 160cm, 혈액형은 A형이다.
배우자는 난카이 캔디즈 콤비에 소속된 코미디언 야마사토 료타로 2019년 6월 결혼하였다.

## 약력
1999년 뮤지컬 《애니》의 폴리 역으로 데뷔 후, 스스로 현재의 사무소에 입사했다.
2000년부터 2002년까지 신쵸샤의 패션 잡지 〈니콜라〉에서 레귤러 모델을 맡았다. 처음에는 여배우로서의 활동은 활발하지 않았지만, 10대 시절에 비디오 대여점에서 《PiCNiC》, 《쌍생아》, 《얼굴》을 보고 영화 배우를 동경하게 되었다.
2001년에 《릴리 슈슈의 모든 것》으로 영화에 첫 출연했다. 과거의 오디션은 매번 낙선했지만 본작의 오디션을 통과하며 영화 배우의 계기가 되었다. 2002년에 〈미츠이의 리 하우스〉 10대째 리 하우스 걸에 선정되어 2003년에 《고교 교사》로 처음으로 연속 드라마에 고정 출연했다.
스즈키 안과 공동 주연을 맡은 《하나와 앨리스》는 2003년 인터넷 방송 되어 2004년에 극장 공개되었다. 본 작품에서는 특기인 클래식 발레를 선보였다. 2004년 2월 호리코시 고등학교를 졸업하고, 니혼 대학 예술 학부에 합격하고 있었던 것이 보도되었다. 학업과 배우 일을 양분하는 동안 19세에 처음으로 참가한 부산 국제 영화제에서 영화 팬들의 열기와 환희에 접해 영화에 대한 생각이 강해져 니혼 대학 예술 학부를 중퇴하고 배우 일에 전념할 것을 결심한다.
2005년에는 7편의 영화 출연작이 공개되었으며, 《니라이카나이로부터 온 편지》로 첫 주연했다.
2006년에 출연 영화 《충사》가 제63회 베네치아 국제 영화제 경쟁 부문에 정식 출품되었다. 동년 제11회 부산 국제 영화제 〈스타 서밋 아시아 2006〉에서 이치하라 하야토, 카시이 유우 등과 함께 커튼콜에 선출되었다. 영화 《철콘 근크리트》의 극장판 애니메이션 《미요리의 숲》, 《이케와 나》 등에서 성우도 맡았다. 또한 영화 《훌라 걸스》 등의 연기력을 인정 받아 제30회 일본 아카데미상 최우수 여우조연상, 제49회 블루 리본상 여우주연상을 비롯해 많은 영화상을 수상했다.
2007년에 출연한 《콰이어트 룸에 어서 오세요》 에서 섭식 장애의 역할 연구를 위해 식사 제한과 매일 달리기 운동으로 체중을 7kg 감소했다. 본인은 「체중 감량과 열연라고 경향이지만 배우라면 당연할 일」이라고 말한다.
2008년 《오센 》(NTV)으로 연속 드라마 첫 주연.
2010년에 《료마전》에서 오모토 역을 연기하며 NHK 대하드라마에 첫 출연. 동년 야마다 요지 감독의 영화 《남동생》에 출연, 제60회 베를린 국제 영화제에서 폐막작으로 상영 되었다. 10대 시절에 야마다 감독의 「학교」 시리즈의 오디션도 받은 적이 있지만 낙선 되었었고, 본 작품에 출연한 이후에는 《동경 가족》이나 《가족은 괴로워》 시리즈에 출연하고 있다.

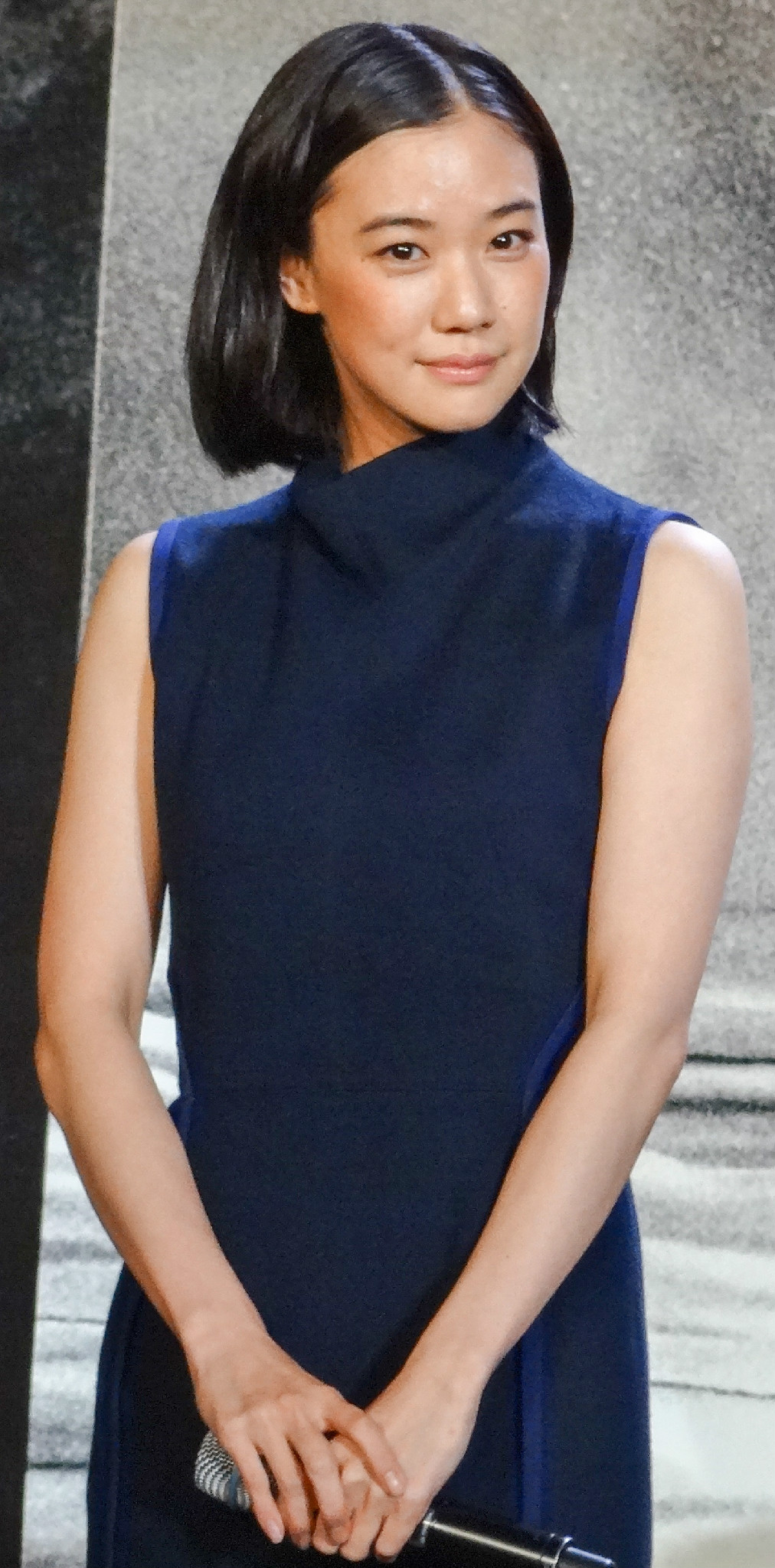
2014년 7월, 영화 《바람의 검심 교토 대화재 편 / 전설의 최후 편》 교토 시사회에서

2017년에 제30회 도쿄 국제 영화제에서 1985년 태어난 동갑내기 여배우들의 미츠시마 히카리, 미야자키 아오이, 안도 사쿠라와 함께 오프닝 이벤트의 레드 카펫에 등장했다. 이 해에 공개된 주연 영화 《이름없는 새》로 제41회 일본 아카데미상과 제91회 키네마 준보 베스트 텐 여우주연상을 수상했다.
2018년에는 여주인공으로 출연한 영화 《킬링》이 제75회 베네치아 국제 영화제 경쟁 부문에 12년만에 정식 출품되었다. 또한 주연의 무대 《안치고누》와 《스카이 라이트》에서의 연기력이 좋은 평을 받아 제53회 키노 쿠니야 연극상, 제26회 요미우리 연극 대상 최우수 여배우상, 예술선장 문부과학장관 신인상(연극부문)을 수상했다.

### 개인사
2019년 6월 3일에 코미디언 난카이 캔디즈의 야마사토 료타와 입적. 6월 5일에 결혼을 발표, 도내의 호텔에서 야마사토의 개그 콤비이자 아오이의 친구이기도 한 야마자키 시즈요와 셋이서 결혼 보고 회견을 열었다.

## 인물·기호
- 영화 《하나와 앨리스》에서 함께 출연한 것을 계기로 스즈키 안과 둘도 없는 친구가 되었다.[25] 영화 《훌라 걸스》에서 공연한 야마자키 시즈요와는 정기적으로 식사와 승마를하러 가거나,[26] 타카하타 미츠키는 개인적으로 해외 여행을 가거나 하는 사이다.[27] 무대 《분장실 ~흘러가는 것은 곧 그리운~》과 드라마 《속죄》에서 공연한 코이즈미 쿄코도 개인적으로 친분이 있다.[주 3] 취미인 수공예로 무대를 보러 갔을 때, 우연히 옆 자리에 앉아 있던 디자이너이기도 한 시노하라 토모에와의 첫 대면에서 갑자기 “재봉틀은 무엇이 좋습니까”라고 물었던 것을 계기로 사이가 좋아져, 시노하라와는 수공예 동료가 되었다.[28] 우에토 아야는 고등학교 동창이다. 남배우로는 코이케 텟페이, 니노미야 카즈나리와 친분이 있다. 특히 코이케와는 고등학교 동창이지만, 고교 시절에는 마주칠 일이 거의 없었다. 이후에 《우리들의 음악》(후지 TV)에서 코이케와의 대담으로 당시 어색했던 추억 이야기를 언급하기도 하며, 현재는 속 이야기를 터 놓고 이야기할 정도로 사이도 좋다고 한다.

- 초콜릿 퐁듀와 삶은 달걀에 약한 편이며, 싫어하는 음식을 먹으면 바로 얼굴과 태도에 나타나 버린다. 《톤네루즈의 여러분 덕분이었습니다》 (후지 TV)의 코너 〈신·무작정 왕 결정전〉에서는, 그 나머지의 이해도에서 역시 같은 코너를 골칫거리 음식으로 하고 있는 오오타케 시노부에 이어 〈신·최약 왕〉이라고 불리는 데에 이르고 있다.[29]

- 스모의 혼바쇼를 관전할 정도의 스모팬이다.[30] 편애하는 레슬러는 코토쇼기쿠이다.

- 키쿠치 아키코에 추천된 것을 계기로 〈헬로! 프로젝트〉, 특히 안쥬르므의 열렬한 팬이 되었다.[31][28] 2018년의 텔레비전 드라마 《이 만화가 대단해!》에서는 네비게이터를 맡은 아오이의 희망 오프닝 테마가 안쥬르므의 〈タデ食う虫もLike it!〉로 결정되었다.[32] 또한 모모이로 클로버 Z에 관해서는, 하야미 아카리의 라스트 라이브 DVD를 반복해서 보고 있는 것을 하야미와 방송 출연했을 때 밝힌 바있다.[33] “나는 그 하야미 씨의 졸업 공연을보고 매번 통곡하고 ...”라고 말하고 있었다.[33]

### 에피소드
- 어머니는 오사카 출신으로 자신의 딸이 다카라즈카 가극단에 소속하는 것이 꿈이었다고 한다. 신쵸사의 패션지 〈니콜라〉에서는 원래의 이름(나츠이 유우)으로 독자 모델 오디션을 받은 적이 있지만, 이후 곧바로 현재의 사무소에 소속되어, 아오이 유우이라는 예명으로 모델 활동을 시작했다. 배우를 시작한 계기는 어린 시절 도쿄에 자주 놀러 올 수 있다는 이유였다고 한다.

- 본인의 말로는 “자신의 개성이 없는 곳이 개성이다”라고 말하며, 자칭 절대 음감의 소유자이지만 “자신은 "음치"이므로 노래를 부르면 기분이 나쁘다”고 말했다.

- 나이보다 어려 보이는 일이 자주 있고, 때로는 중학생으로 오해를 받는 일이 있었다고 텔레비전 등에서 말하기도 했다. 또한 데뷔 시절부터 대체로 흑발의 롱 헤어스타일이 트레이드 마크였지만, 2012년에 처음으로 숏컷을 하였다. 그러나 어울리지 않는다는 소리들이 많아 현재는 다시 머리를 기르고 있다.

- 챗몬의 팬으로, 휴대폰의 기종을 변경하기 전에는 샹그릴라가 알람 소리였다. 그 외에 좋아하는 브랜드는 꼼데가르송, 미나페르호넨 등으로 사진집 〈트래블 샌드〉, 〈단데라이온〉에서는 꼼데가르송 의상을 착용했다.

- 대형 빙수를 좋아하는데, 10대 때 대만에서 먹었던 팥빙수를 계기로 빠져들어 집에는 업무용 빙수기계가 있다. 2009년에는 잡지 〈Casa BRUTUS〉에서 빙수를 먹으러 돌아 다니는 연재를 시작해, ‘오늘도 빙수’라는 제목으로 도서화가 되었다.

- 한국에서 매니아적 인기와 두터운 팬층을 가지고 있는 일본의 배우 중 한명이지만, 2005년에 개봉한 극우익 영화 《남자들의 야마토》에 출연한데 이어,[주 4] 2008년에는 2차 세계대전의 전범을 주인공으로 한 《내일에의 유언》에 자발적으로 출연하면서 이목을 끌며, 다시 한번 큰 실망감을 주었다.[34]

## 출연 작품
역할의 굵은 표시는 주연 작품

### 영화
| 개봉일자                                      | 제목                                                       | 역할                     | 배급사                                                 | 비고                 |
| --------------------------------------------- | ---------------------------------------------------------- | ------------------------ | ------------------------------------------------------ | -------------------- |
| 2001년 10월 6일                               | 릴리 슈슈의 모든 것                                        | 츠다 시오리              | 로크웰 아이즈                                          |                      |
| 2002년 1월 26일                               | 시네마 그래로의 사람들                                     | 히카리                   | 빈칸                                                   |                      |
| 2002년 3월 16일                               | 해충                                                       | 나츠코                   | 닛카쓰                                                 |                      |
| 2002년 6월 1일                                | 달려라! 켓타마신웨딩광소곡                                 | 사카키바라 사치코        | 빈칸                                                   |                      |
| 2003년 2월 15일                               | MemoiR 회고록                                              | 사유리                   | 빈칸                                                   | 단편 영화            |
| 2003년 9월 13일                               | 우연히도 최악의 소년                                       | 하라다의 여자친구        | 도에이                                                 |                      |
| 2003년 10월 25일                              | 하나와 앨리스                                              | 앨리스/아리스가와 테츠코 | 빈칸                                                   | 단편 영화            |
| 2003년 12월 6일                               | 1980                                                       | 하시바 리카              | 빈칸                                                   |                      |
| 2004년 3월 13일                               | 하나와 앨리스                                              | 앨리스/아리스가와 테츠코 | 도호                                                   |                      |
| 2004년 8월 21일                               | MASK DE 41                                                 | 쿠라모치 하루카          | 빈칸                                                   |                      |
| 2004년 11월 13일                              | 괭이 갈매기                                                | 노다 미야                | 도에이                                                 |                      |
| 2005년 2월 19일                               | 주계 JUKAI                                                 | 하루미                   | 주식회사 MIRAI                                         |                      |
| 2005년 3월 19일                               | 철인 28호                                                  | 타치바나 마미            | 쇼치쿠                                                 |                      |
| 2005년 6월 4일                                | 니라이나카이부터의 편지                                    | 아사토 후키              | IMJ 엔터테인먼트/재너두                                |                      |
| 2005년 7월 2일                                | 거북이는 의외로 빨리 헤엄친다                              | 오기야 쿠자쿠            | 윌코                                                   |                      |
| 2005년 7월 16일                               | 별이 된 소년 Little Randy and Shining Boy                  | 무라카미 에미            | 도호                                                   |                      |
| 2005년 11월 19일                              | 변신                                                       | 하무라 메구미 (히로인)   | 일본 출판 판매                                         |                      |
| 2005년 12월 17일                              | 남자들의 야마토 / YAMATO                                   | 노자키 타에코            | 도에이                                                 |                      |
| 2006년 7월 22일                               | 허니와 클로버                                              | 하나모토 하구미 (히로인) | 아스믹 에이스                                          |                      |
| 2006년 9월 16일                               | 슈가 앤 스파이스 - 풍미절가                                | 빈칸                     | 도호                                                   | 특별 출연            |
| 2006년 9월 23일                               | 훌라 걸스                                                  | 타니카와 키미코          | 시네 캐논                                              |                      |
| 2006년 10월 28일                              | 무지개 여신 Rainbow Song                                   | 사토 카나                | 도호                                                   |                      |
| 2007년 3월 24일                               | 충사                                                       | 탄유                     | 쇼치쿠/토큐 레크리에이션                               |                      |
| 2007년 10월 20일                              | 콰이어트 룸에 어서 오세요                                  | 미키                     | 아스믹 에이스                                          |                      |
| 2008년 1월 19일                               | 타인의 섹스를 비웃지 말라                                  | 엔짱                     | 도쿄 테아토르                                          |                      |
| 2008년 3월 1일                                | 내일에의 유언                                              | 모루베 카즈코            | 아스믹 에이스                                          |                      |
| 2008년 7월 19일                               | 백만엔걸 스즈코                                            | 사토 스즈코              | 닛카쓰                                                 |                      |
| 2008년 8월 16일                               | 도쿄! - Segment. 흔들리는 도쿄                             | 피자 배달 소녀           | 비타즈 엔드                                            | 옴니버스 (단편) 영화 |
| 2009년 3월 14일                               | 하와이언 레시피                                            | 카오루                   | 도호                                                   |                      |
| 2009년 6월 20일                               | 이케와 나                                                  | 이케짱                   | 카도카와 영화                                          | 목소리 출연          |
| 2010년 1월 30일                               | 남동생                                                     | 타카노 코하루            | 쇼치쿠                                                 |                      |
| 2010년 4월 17일                               | 노다메 칸타빌레 최종악장 - 후편                            | 야드 비가                | 도호                                                   | 목소리 출연          |
| 2010년 6월 12일                               | FLOWERS -플라워-                                           | 린                       | 도호                                                   | [ 주 7 ]             |
| 2010년 10월 22일                              | 라이오우                                                   | 유 (히로인)              | 도호                                                   |                      |
| 2011년 1월 29일 (미국) 2012년 9월 15일 (일본) | 뱀파이어                                                   | 미나                     | 포니 캐년                                              |                      |
| 2011년 2월 11일                               | 양과자점 코안돌                                            | 우스바나 타츠메          | 아스믹 에이스                                          |                      |
| 2011년 10월 15일                              | 우연히                                                     | 주연                     | 빈칸                                                   |                      |
| 2011년 10월 29일                              | 힘내자 훌라 걸스!~후쿠시마에 살고 있습니다. 그녀들의 지금~ | 내레이션                 | 빈칸                                                   | 다큐멘터리 영화      |
| 2012년 8월 25일                               | 바람의 검심                                                | 타카니 메구미            | 워너 브라더스 영화                                     |                      |
| 2013년 1월 19일                               | 동경가족                                                   | 마미야 노리코            | 쇼치쿠                                                 |                      |
| 2014년 6월 14일                               | 봄을 짊어지고                                              | 다카사와 아이 (히로인)   | 도호                                                   |                      |
| 2014년 8월 1일·9월 13일                       | 바람의 검심 교토 대화재편 / 전설의 최후편                  | 타카니 메구미            | 워너 브라더스 영화                                     |                      |
| 2015년 5월 17일                               | 물가의 여행                                                | 마츠 토모코              | 쇼게이트                                               |                      |
| 2016년 3월 12일                               | 동경가족: 두 번째 이야기                                   | 마미야 노리코            | 쇼치쿠                                                 |                      |
| 2016년 9월 17일                               | 오버 더 펜스                                               | 타무라 사토시 (히로인)   | 도쿄 테아토르/하코다테 시네마 아이리스 (홋카이도 지구) |                      |
| 2016년 12월 3일                               | 재패니스 걸스 네버 다이                                    | 아즈미 하루코            | 팬텀 필름                                              |                      |
| 2017년 5월 27일                               | 가족은 괴로워2                                             | 마미야 노리코            | 쇼치쿠                                                 |                      |
| 2017년 7월 29일                               | 도쿄 구울                                                  | 카미시로 리제            | 쇼치쿠                                                 |                      |
| 2017년 10월 21일                              | 믹스.                                                      | 양                       | 도호                                                   |                      |
| 2017년 10월 28일                              | 이름없는 새                                                | 토와코                   | 클락웍스                                               |                      |
| 2018년 5월 25일                               | 아내여 장미와 같이~가족은 괴로워3                          | 마미야 노리코            | 쇼치쿠                                                 |                      |
| 2018년 11월 14일                              | 킬링                                                       | 유 (히로인)              | 신일본 영화사                                          |                      |
| 2019년 5월 31일                               | 조금씩, 천천히 안녕                                        | 히가시 후미              | 아스믹 에이스                                          |                      |
| 2019년 6월 7일                                | 해수의 아이                                                | 아즈미 가나코            | 도호                                                   |                      |
| 2019년 9월 13일                               | 도이치 이야기                                              | 게이샤                   | 키노 필름스/키노시타 그룹                              |                      |
| 2019년 9월 27일                               | 미야모토가 너에게                                          | 나카노 야스코 (히로인)   | 스타 샌즈/KADOKAWA                                     |                      |
| 2020년 1월 24일                               | 로망스 돌                                                  | 키타무라 소노코          | KADOKAWA                                               |                      |
| 2020년 10월 16일                              | 스파이의 아내 극장판                                       | 후쿠하라 사토코          | 스타 샌즈                                              |                      |
| 2020년 11월 6일                               | 그래, 혼자서 간다                                          | 모모코 (20 ~ 34세)       | 아스믹 에이스                                          |                      |
| 2021년 4월 23일                               | 바람의 검심 최종장: 더 파이널                              | 타카니 메구미            | 워너 브라더스 영화                                     |                      |

### 텔레비전 드라마
| 방송일자                     | 제목                                        | 역할                                   | 방송사       | 비고              |
| ---------------------------- | ------------------------------------------- | -------------------------------------- | ------------ | ----------------- |
| 2001년 4월 15일 ~ 6월 24일   | Love Story                                  | 단역                                   | TBS          |                   |
| 2001년 12월 1일              | 청과 백으로 수색                            | 시이나 카스미                          | NTV          |                   |
| 2002년 11월 22일             | 우키하-소년들의 여름                        | 야마시타 미유키                        | NHK 후쿠오카 |                   |
| 2002년 6월 1일, 6월 8일      | 신 즛코케 삼인조 제9화·제10화               | 후지요시 메구미                        | NHK          | 게스트 출연       |
| 2002년 10월 26일, 11월 2일   | 리모트 제3화·제4화                          | 나카가와 아카네                        | NTV          | 게스트 출연       |
| 2003년 1월 10일 ~ 3월 21일   | 고교 교사                                   | 에자와 마미                            | TBS          |                   |
| 2003년 4월 8일 ~ 5월 7일     | 연기자. 〈제9탄 화려하게 핀버진로드〉       | 코요미                                 | 후지 TV      |                   |
| 2003년 7월 7일 ~ 9월 8일     | 14개월~아내가 아이로 돌아가다~              | 이가라시 유코 (17세 시절)              | YTV 제작·NTV |                   |
| 2004년 2월 7일               | 정말로 있었던 무서운 이야기 〈부러진 부적〉 | 히라기 마유                            | 후지 TV      |                   |
| 2004년                       | 가장 중요한 로맨틱 도쿄의 하늘 상하이의 꿈  | 하기와라 카오리                        | TBS          |                   |
| 2004년 9월 20일              | 기묘한 이야기 〈과거로부터의 일기〉         | 기타지마 유리에                        | 후지 TV      |                   |
| 2004년                       | 나나코와 나나오~누나와 동생이 되는 날~      | 나나코                                 | NHK          |                   |
| 2005년 4월 15일 ~ 6월 24일   | 타이거 앤 드래곤                            | 리사                                   | TBS          |                   |
| 2005년 8월 2일               | 종전 60주년 특별 드라마 〈24개 눈동자〉     | 카타기리 코토에                        | NTV          |                   |
| 2005년                       | 찰나를 닮아 안타까운                        | 미치다 유미                            | TBS          |                   |
| 2006년 10월 12일 ~ 12월 21일 | 닥터 고토의 진료소                          | 나카이 미나                            | 후지 TV      |                   |
| 2008년 1월 30일 ~ 4월 16일   | 아오이 유 × 4개의 카무플라주                | 치카, 마코토, 우메코, 스즈코 (1인 4역) | WOWOW        |                   |
| 2008년 4월 22일 ~ 6월 24일   | 오센                                        | 한다 센                                | NTV          |                   |
| 2010년 1월 3일 ~ 11월 28일   | 대하드라마 〈료마전〉                       | 오모토                                 | NHK 종합     |                   |
| 2010년 7월 16일              | 자만형사 제2화                              | 고누마 세츠코                          | TBS          | 게스트 출연       |
| 2012년 1월 8일               | 속죄 제1화                                  | 기쿠치 사에                            | WOWOW        | 게스트 출연       |
| 2012년 10월 27일             | 더블 페이스 위장 경찰 편                    | 스에나가 마리토                        | WOWOW        |                   |
| 2013년 2월 2일 ~ 3일         | 가장 먼 은하                                | 세이케 아카네                          | TV 아사히    |                   |
| 2013년 6월 3일               | 갈릴레오 2 〈제8장 연기하다〉               | 칸바루 아츠코                          | 후지 TV      | 게스트 출연       |
| 2014년 4월 10일              | MOZU Season2~환상의 날개~ 제1화             | 나나미 시오리                          | WOWOW        | 게스트 출연       |
| 2014년 7월 9일 ~ 9월 24일    | 젊은이들 2014                               | 사와베 아즈사                          | 후지 TV      |                   |
| 2015년 4월 15일 ~ 6월 17일   | Dr.린타로                                   | 아키라와 유메노                        | NTV          |                   |
| 2016년 6월 19일              | 유토리입니다만, 무슨 문제 있습니까? 최종화  | 카사기 쿠미                            | NTV          | 게스트 출연       |
| 2017년 7월 14일 ~ 9월 15일   | 헬로 네즈미                                 | 카와이 세츠코                          | TBS          |                   |
| 2017년 10월 14일 ~ 12월 16일 | 먼저 태어났을 뿐인 나                       | 마시바 치히로 (히로인)                 | NTV          |                   |
| 2018년 4월 7일 ~ 6월 30일    | 미야모토가 너에게                           | 나카노 야스코                          | TV 도쿄      |                   |
| 2018년 10월 6일 ~ 12월 22일  | 이 만화가 대단해!                           | 네비게이터                             | TV 도쿄      | 다큐멘터리 드라마 |
| 2020년 6월 6일               | 스파이의 아내                               | 후쿠하라 사토코                        | NHK BS 8K    |                   |
| 2021년 8월 13일              | 어쩔수 없었다고 말해서는 안됩니다           | 도리 후사코 (히로인)                   | NHK 종합     |                   |
| 2023년 6월 25일              | 그렇지만, 정열은 있다                       | 본인                                   | NTV          | 최종화            |
| 2023년 10월 2일 ~ 3월 29일   | 연속 TV 소설 〈부기우기〉                   | 야마토 레이코                          | NHK 종합     |                   |

### WEB·전달 드라마
- 아수라처럼 (2025년 1월 9일 전달 예정, 넷플릭스) - 타케자와 타키코 역
- 가스인간 (전달 예정, 넷플릭스) - 카스가류 후지치요 역

### 라디오 드라마
- FM 극장 〈굴뚝 소녀〉 (2002년 1월 12일, NHK-FM·NHK 후쿠오카 제작) - 요코 역
- 〈라디오에 터치! 『6COLORS』〉 (2012년 11월 3일 ~ 12월 8일, NHK 오사카·MBS 라디오·ABC 라디오·라디오 오사카·FM OSAKA·FM802 제작)

### 무대
| 공연일자                           | 제목                                            | 역할        | 장소                       | 비고                      |
| ---------------------------------- | ----------------------------------------------- | ----------- | -------------------------- | ------------------------- |
| 1999년                             | 뮤지컬 〈애니〉                                 | 폴리        | 아오야마 극장 외 전국 공연 |                           |
| 2003년 10월 8일 ~ 13일             | 연극 〈나와 와타시〉                            | 유키        | 아오야마 원형 극장         |                           |
| 2004년 3월 6일 ~ 30일              | 연극 〈시부야로부터 멀리 떨어져〉               | 토시미      | 분카무라 씨어터 코쿤       | 연출: 니나가와 유키오     |
| 2007년 10월 4일 ~ 21일             | 연극 〈오셀로〉                                 | 데스데모나  | 사이타마예술극장 대홀      | 연출: 니나가와 유키오     |
| 2009년 5월 10일 ~ 6월 14일         | 연극 〈분장실~흘러 떠나는 것은 이윽고 그리운~〉 | 여배우D     | 시아타토람                 | 연출: 나마세 카츠히사     |
| 2011년 2월 10일 ~ 3월 3일          | 연극 〈남쪽에〉                                 | 아마네      | 빈칸                       | 연출: 노다 히데키         |
| 2011년 12월 2일 ~ 26일             | 연극 〈그 여동생〉                              | 시즈코      | 빈칸                       | 연출: 카와하라 마사히코   |
| 2012년 3월 6일 ~ 25일              | 연극 〈사드후작부인〉                           | 르네        | 빈칸                       | 연출: 노무라 만사이       |
| 2012년 6월 2일 ~ 3일               | 낭독 〈미야자와 켄지가 전하는 것〉              | 빈칸        | 빈칸                       |                           |
| 2012년 12월 19일 ~ 2013년 2월 28일 | 연극 〈ZIPANG PUNK~고에몬 록 Ⅲ〉                | 猫の目お銀  | 빈칸                       | 연출: 이노우에 히데노리   |
| 2013년 9월 4일 ~ 10월 9일          | 연극 〈갈매기〉                                 | 니나        | 빈칸                       | 연출: 케라리노 산드로비치 |
| 2013년 11월 29일 ~ 12월 28일       | 연극 〈굿바이〉                                 | 산마이 리나 | 빈칸                       | 연출: 타라 토고           |
| 2015년 2월 7일 ~ 3월 15일          | 연극 〈세 자매〉                                | 이리나      | 빈칸                       | 연출: 케라리노 산드로비치 |
| 2015년 11월 14일 ~ 11월 29일       | 연극 〈스포캔의 왼손〉                          | 마릴린      | 빈칸                       | 연출: 오가와 에리코       |
| 2016년 6월 8일 ~ 26일              | 연극 〈가련한 그녀는 창녀〉                     | 아나베라    | 빈칸                       | 연출: 쿠리야마 타미야     |
| 2018년                             | 연극 〈안치고누〉                               | 안치고누    | 빈칸                       | 연출: 쿠리야마 타미야     |
| 2018년 12월                        | 연극 〈스카이 라이트〉                          | 키라        | 빈칸                       | 연출: 오가와 에리코       |

### 애니메이션
| 개봉/방송일자    | 제목                                    | 역할          | 배급사/방송사    | 비고              |
| ---------------- | --------------------------------------- | ------------- | ---------------- | ----------------- |
| 2006년 12월 23일 | 철콘 근크리트                           | 시로          | 아스믹 에이스    | 극장판 애니메이션 |
| 2007년 8월 25일  | 미요리의 숲                             | 마시마 미요리 | 후지 TV          | TV 애니메이션     |
| 2010년 10월 9일  | REDLINE                                 | 소노시        | 토후쿠 신샤아    | 극장판 애니메이션 |
| 2013년 9월 7일   | 캡틴 하록-SPACE PIRATE CAPTAIN HARLOCK- | 미메          | 도에이           | 극장판 애니메이션 |
| 2015년 2월 20일  | 하나와 앨리스 살인사건                  | 앨리스        | 티조이           | 극장판 애니메이션 |
| 2015년 8월 7일   | 스티치! 퍼펙트 메모리                   | 티라 (히로인) | 디즈니 채널 재팬 | TV 애니메이션     |
| 2018년 8월 17일  | 펭귄 하이웨이                           | 누나          | 도호 영상 사업부 | 극장판 애니메이션 |
| 2019년 6월 7일   | 해수의 아이                             | 안카이 카나코 | 도호 영상 사업부 | 극장판 애니메이션 |
| 2023년 11월 23일 | 극장판 실바니안 패밀리: 프레야의 선물   | 테리 초콜릿   | 아스믹 에이스    | 극장판 애니메이션 |

## 그 외 출연

### 다큐멘터리
- 정열대륙 (2006년 9월 10일, TBS)
- 하늘의 잃어버린 세계~남미 아마존 기아나 고지 지구 창세기의 기억~ (2008년 12월 22일, TV 아사히)
- 료마를 사랑한 여자들~히로인들의 료마전~ (2010년 3월 6일, NHK)
- 여행의 힘 파괴하라 『배우』라는 껍질을 카가와 테루유키·북경 (2012년 4월 5일, NHK BS 프리미엄) - 내레이션
- NHK 스페셜 〈금메달에 도전 작은 거인의 스키 점프 타카나시 사라 17세〉 (2014년 2월 1일, NHK) - 내레이션
- 더 논픽션 〈남자, 4대째 이치카와 엔노스케 신작 『슈퍼 가부키 II』의 무대와 비밀〉 (2014년 3월 16일, 후지 TV) - 내레이션
- 츠루베의! 색다른 위인전 (2014년 12월 26일, TBS)
- FIGARO japon presents 파리 지엔느의 모습 TARA JARMON와 패션의 도시 파리 (2015년 3월 28일, BS-TBS)
- 아름다움의 거인들 (2015년 4월 4일 ~ 2017년 9월 30일, TV 도쿄) - 내레이션

### 기타 TV 프로그램
- 오하 스타 (2000년, TV 도쿄) - 오하걸[주 13]
- 파샤! -PASHA!- (2006년 10월 ~ 2007년 3월, NTV)
- E 텔레 0655 & 2355 (2010년 10월 ~ , 안녕송 잘자요송 〈힘내라 weekday〉에만, NHK E 텔레)
- 생각하는 칼라스~과학의 개념~ (2013년 4월 ~ , NHK E 텔레)

### 광고(CM)

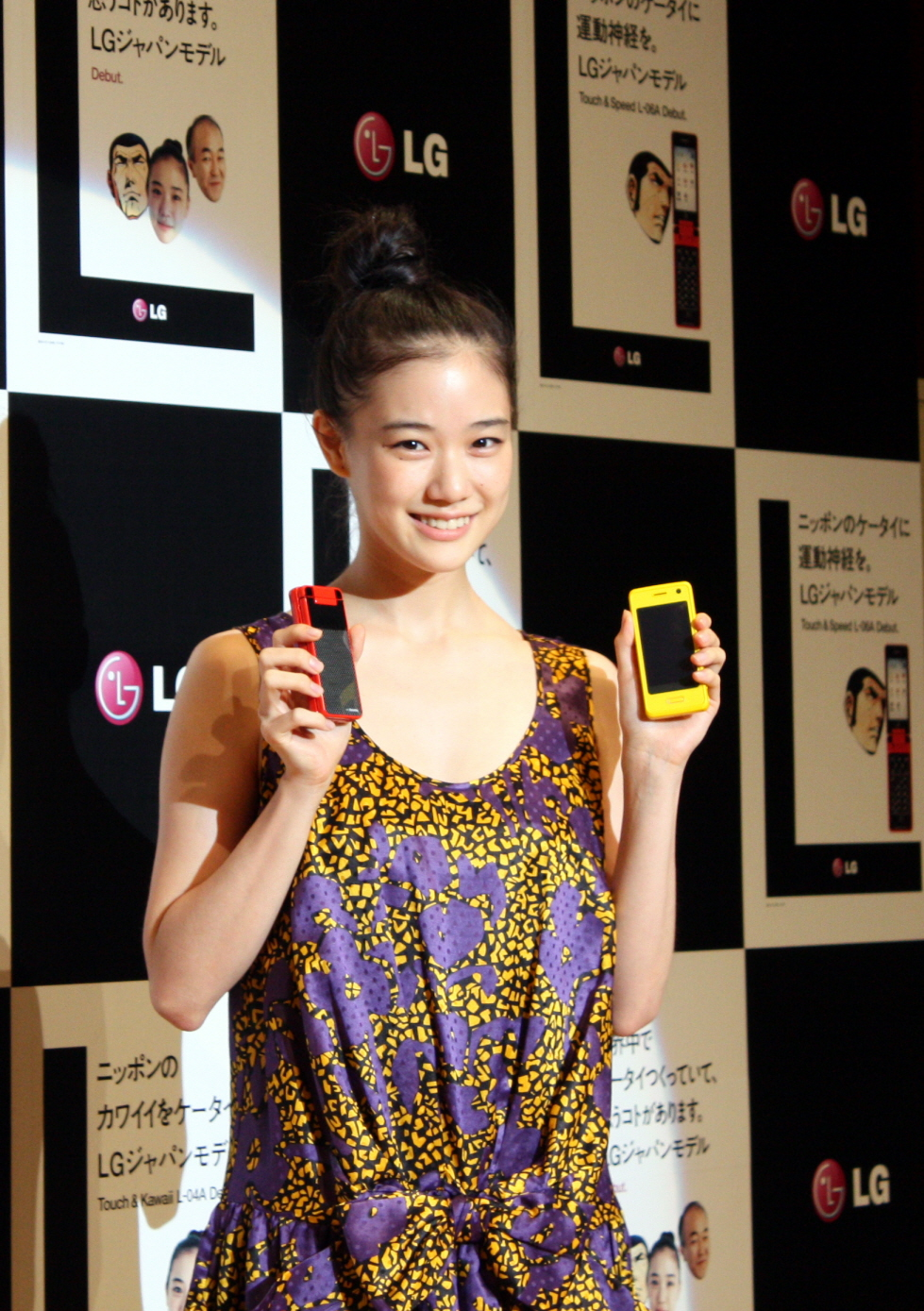
2009년 LG전자 일본지사 CM 발표회장에서

- 모리타 〈KAiDA〉 (2000년~2001년)
- 소니 〈SONY VAIO〉 (2000년)
- 야마하 발동기 〈마린사업기업〉 (2000년~2001년)
- NTT 도코모 규슈 〈P-in 컴팩트〉 아버지와 딸 편 (2001년)
- 에자이
- 화이자 제약 (2001년)
- 도시바 〈도시바 기업 광고 IT〉편 (2001년~2002년)
- 일본 코카-콜라 〈코카콜라 WORLD-CUP Vol.1 2명의 FIFA 월드컵〉편 (2002년)
- 미츠이 스미토모 은행 (2002년)
- 미츠이 부동산 판매 〈미츠이의 리하우스〉 (2002~2004년)
- Every Little Thing 앨범 공지 (2003년)
- 네슬레 컨펙셔너리 〈Kit Kat〉 (2003년)
- 라이온 〈식물 이야기·바디 샴푸〉 (2004년)
- JT 푸드 〈우롱차우롱차〉 로미오와 줄리엣 편 (2004년)
- NTT 동일본 〈NTT0036〉 (2004년)
- 오츠카 제약 〈화이브 미니〉 (2005년) - 미야자키 아오이와 공동 출연
- 이온 크레디트 서비스 〈이온 카드〉 (2005년 ~ 2018년)
- 후란소아 〈나츄레루〉 (2005년)
- 닌텐도 닌텐도 DS 소프트 〈포켓 몬스터 다이아몬드 펄〉 (2006년)
- 캐논 〈PowerShot / PIXUS〉 (2006년 ~ 2009년)
- 비오훼루민 제약 〈새로운 비오페르민 S〉 (2006년 ~ 2019년)
- 시세이도
  - TSUBAKI (2007년 ~ 2011년) - 나카마 유키에, 스즈키 쿄카, 다케우치 유코, 히로스에 료코, 다나카 레나와 공동 출연
  - ANESSA (2010년 ~ 2013년)
  - 140주년 기념 기업 광고 〈화장의 힘〉 (2012년)
  - 풀 메이크업 워셔블베이스 (2013년 ~ 2014년)
- NTT 도코모 〈DoCoMo2.0 시리즈〉 (2007년 ~ 2008년) - 츠마부키 사토시, 에이타, 키타가와 케이코, 나가세 토모야, 아사노 타다노부, 츠치야 안나, 후키이시 카즈에와 공동 출연
- 기린 음료
  - 아이티(I-Tea) (2007년)
  - 오후의 홍차 (2008년 ~ 2014년) - 카메나시 카즈야와 공동 출연
- JRA 캠페인 〈CLUB KEIBA〉 (2008년 ~ 2010년) - 사토 코이치, 코이케 텟페이와 공동 출연
- 시오리 〈Smile〉 (2008년)
- LG전자 재팬 〈NTT 도코모 FOMA L-04A·L-06A〉 (2009년 ~ 2010년)
- 유캔 〈통신 강좌〉 (2010년)
- 가루비 〈포테이토칩〉 (2010년 ~ 2012년)
- 일본우편사업 〈세배돈 첨부 연하장 캠페인〉 (2010년 ~ 2011년)
- 제이아이엔씨 〈JINS〉 (2011년 ~ 2012년)
- 기린 맥주
  - 이치방시보리 (2012년 ~ 2013년) - 스즈키 이치로와 공동 출연
  - 퍼펙트 프리 (2015년 ~ 2016년)
- 오리엔탈 랜드 〈도쿄 디즈니 리조트〉 (2012년) - 내레이션
- Right-on (2012년 ~ 2013년)
- 미츠이 부동산 〈미츠이 부동산 스토리〉 (2013년 ~ 2015년)
- 맨담 〈비훼스타〉 (2016년 ~ 2017년)
- 산코 제과
  - 유키노야도 (2017년)
  - 치즈 아몬드 (2017년)
  - 파린코 (2017년 ~ 2019년)
- 아사히 맥주 〈아사히 모기타테〉 (2018년)
- 유니클로 〈볼륨 니트〉 (2019년)
- 일본 코카-콜라 〈소켄비차〉 (2020년 4월)
- 가도야세이유 〈건강한 참기름〉 (2021년 4월 ~ )
- 라쿠텐 그룹 〈라쿠텐 시장 동전 겨울 선물 2021〉 (2021년)
- 파나소닉 하우징 솔루션즈 (2022년 ~ )
- 에자키 글리코 〈카페오레〉 (2023년 ~ )
- 도쿄전력 에너지 파트너 〈덴키노 지방소비〉 (2024년 ~ ) - 나카무라 토모야와 공동 출연

### 기타 경력
- HOME MADE 가족 〈네가 준 것〉 (2007년) - 프로모션 비디오 & 초회반의 〈정장 W 자켓〉
- FUNKY MONKEY BABYS 〈눈물 / 꿈〉 (2010년 1월 27일, 돌리 뮤직) 초회 한정판의 재킷 사진이 사용되고 있다.
- 스타더스트 스캣 〈신주쿠 샹송〉 (2018년) 프로모션 비디오

## 서적

### 사진집(단독)
- 유(優) - 아오이 유우 사진집 (2001년, 가도카와 서점)
- 트래블 샌드 (2005년, Rockin'On) ISBN 978-4-86052-054-0
- 단데라이온 (2007년, Rockin'On)
- 회전테이블은 어려워 (2008년, 미디어 팩토리)
- 오늘, 요즈음. (2008년, 타카라지마사)
- 포루토 걸 (2009년, 코단샤)
- 우소 (2010년, PARCO 출판)
- A DREAM (2012년, 와니북스)
- 대만 소녀(台灣的女孩) (2012년, 류코-푸)

### 사진집(기타)
- 기모노 여행 (2003년, 와일레아 출판)
- 우는 얼굴 (2004년, 긴다이 에이가샤)
- 하나와 앨리스 사진관 (2004년, 후요사) - (스즈키 안과 함께 촬영) ISBN 978-4-594-04807-5
- A girl like you 너가 되고 싶다 (2005년, 매거진 하우스)
- 비죠메가네 (2005년, 소니매거진스)
- 여름소녀 Pictorial Book Vol.1 (2006년, 중앙공론신사) ISBN 978-4-12-390127-7
- 샤넬 〈The Little Black Jacket〉 (2012년, Steidl)

### 가이드 북
- 아오이 양과자점~사랑 스위트 베스트 88~ (2011년, 매거진 하우스)
- 오늘도 빙수 (2011년, 매거진 하우스)
  - 오늘도 빙수 【완전판】 (2013년, 매거진 하우스)

### 에세이
- From 유(優) (2003년, 코단샤)
- 아오이 유우 8740 DIARY 2011-2014 (2014년, 슈에이샤)

### 잡지
- 니콜라 (신쵸사)
- CANDy (2000년 ~ 2002년, 하쿠센사)
- Casa BRUTUS 연재 〈아오이 유우의 봄 여름 가을 겨울, 빙수〉 (2009년 ~ 2013년, 매거진 하우스)
- MORE 연재 〈8740〉 (2011년 ~ 2014년, 슈에이샤)
- MEKURU 연재 〈자신의 논문〉 (2014년 ~ , 갬비트)

### 캘린더
- 아오이 유우 캘린더 2003 (2002년, 하고로모)
- 아오이 유우 캘린더 2008 (2007년, 하고로모)
- 아오이 유우 캘린더 2009 (2008년, 하고로모)
- 아오이 유우 캘린더 2010 (2009년, 하고로모)
- 아오이 유우 캘린더 2011 (2010년, 하고로모)

## 수상 경력
| 연도   | 시상식                              | 부문                 | 작품                                                                     |
| ------ | ----------------------------------- | -------------------- | ------------------------------------------------------------------------ |
| 2004년 | 제14회 일본 영화 프로페셔널 대상    | 여우주연상           | 하나와 앨리스                                                            |
| 2006년 | 제30회 야마지 후미코 영화상         | 여우조연상           | 훌라 걸스, 남자들의 야마토 / YAMATO                                      |
| 2006년 | 제31회 호치 영화상                  | 여우조연상           | 훌라 걸스, 허니와 클로버                                                 |
| 2006년 | 제19회 닛칸 스포츠 영화 대상        | 신인상               | 훌라 걸스                                                                |
| 2006년 | 제28회 요코하마 영화제              | 여우주연상           | 훌라 걸스, 허니와 클로버                                                 |
| 2006년 | 제61회 마이니치 영화 콩쿠르         | 여우조연상           | 훌라 걸스, 허니와 클로버, 무지개 여신                                    |
| 2006년 | 에란도르상                          | 신인상               | 훌라 걸스, 허니와 클로버                                                 |
| 2006년 | 제80회 키네마 준보 베스트 텐        | 여우주연상           | 훌라 걸스, 허니와 클로버, 무지개 여신                                    |
| 2006년 | 제49회 블루 리본상                  | 여우주연상           | 훌라 걸스, 허니와 클로버                                                 |
| 2006년 | 제21회 타카사키 영화제              | 최우수 여우주연상    | 훌라 걸스                                                                |
| 2006년 | 제16회 도쿄 스포츠 영화 대상        | 여우조연상           | 훌라 걸스                                                                |
| 2006년 | 제11회 일본 인터넷 영화 대상        | 여우조연상           | 훌라 걸스                                                                |
| 2006년 | 제30회 일본 아카데미상              | 최우수 여우조연상    | 훌라 걸스                                                                |
| 2006년 | 제30회 일본 아카데미상              | 신인배우상           | 훌라 걸스                                                                |
| 2006년 | 제30회 일본 아카데미상              | 우수 여우조연상      | 남자들의 야마토 / YAMATO                                                 |
| 2006년 | 제20회 DVD & 비디오 대상            | 베스트·탤런트상      | 빈칸                                                                     |
| 2008년 | 제59회 예술선장 문부과학장관        | 신인상 (영화부문)    | 백만엔걸 스즈코                                                          |
| 2009년 | 제26회 ATP상 텔레비전 그랑프리 2009 | 특별상               | 하늘의 잃어버린 세계~남미 아마존 기아나 고지 지구 창세기의 기억~         |
| 2009년 | 제17회 요미우리 연극대상            | 우수주연상           | 분장실~흘러 떠나는 것은 이윽고 그리운~                                   |
| 2010년 | 제23회 닛칸 스포츠 영화 대상        | 여우조연상           | 남동생                                                                   |
| 2010년 | 제34회 일본 아카데미상              | 우수 여우조연상      | 남동생                                                                   |
| 2013년 | 제37회 일본 아카데미상              | 우수 여우조연상      | 도쿄 가족                                                                |
| 2016년 | 제30회 타카사키 영화제              | 최우수 여우조연상    | 물가의 여행                                                              |
| 2016년 | 제8회 TAMA 영화상                   | 최우수 여우주연상    | 오버 울타리, 물가의 여행, 동경가족: 두 번째 이야기                       |
| 2016년 | 오사카 시네마 페스티벌 2017         | 여우주연상           | 오버 울타리                                                              |
| 2017년 | 제42회 호치 영화상                  | 여우주연상           | 이름없는 새                                                              |
| 2017년 | 제30회 닛칸 스포츠 영화 대상        | 여우주연상           | 이름없는 새, 재패니스 걸스 네버 다이                                     |
| 2017년 | 제39회 요코하마 영화제              | 여우주연상           | 이름없는 새                                                              |
| 2017년 | 제91회 키네마 준보 베스트 텐        | 여우주연상           | 이름없는 새                                                              |
| 2017년 | 오사카 시네마 페스티벌 2018         | 여우주연상           | 이름없는 새                                                              |
| 2017년 | 제22회 일본 인터넷 영화 대상        | 여우주연상           | 동경가족: 두 번째 이야기, 도쿄 구울, 믹스., 이름없는 새                  |
| 2017년 | 제41회 일본 아카데미상              | 최우수 여우주연상    | 이름없는 새                                                              |
| 2018년 | 제53회 키노 쿠니야 연극상           | 개인상               | 안치고누, 스카이 라이트                                                  |
| 2018년 | 제26회 요미우리 연극 대상           | 최우수 여배우상      | 안치고누, 스카이 라이트                                                  |
| 2018년 | 제69회 예술선장 문부과학장관        | 신인상 (연극 부문)   | 안치고누, 스카이 라이트                                                  |
| 2019년 | 제11회 TAMA 영화상                  | 최우수 여우주연상    | 조금씩, 천천히 안녕, 미야모토가 너에게, 킬링, 도이치 이야기, 해수의 아이 |
| 2019년 | Yahoo! 검색 대상 2019               | 여배우 부문          | 빈칸                                                                     |
| 2020년 | 엘르 시네마 어워드 2020             | 엘르 베스트 여배우상 | 스파이의 아내                                                            |
| 2020년 | 전국 영화연합상                     | 여우주연상           | 스파이의 아내                                                            |
| 2021년 | 제15회 아시아 필름 어워드           | 여우주연상           | 스파이의 아내                                                            |

### 내용주
1. ↑  결혼 전 원래 성씨는 나츠이(夏井)이다.
2. ↑  대한민국에서는 「동경 가족」 시리즈로 개봉되었다.
3. ↑  〈아오이 유우 8740 DIARY 2011-2014〉, 61 페이지
4. ↑  한국일보는 해당 영화가 극우적인 성격을 가지고 있으며, 이 영화에 출연한 아오이 유우가 한국의 팬들에게 실망감을 안겨주었다고 보도하였다.
5. ↑  개봉일 기준은 일본에서의 개봉일이다.
6. ↑  제63회 베네치아 국제 영화제 공식경쟁 부문 출품
7. ↑  시세이도가 제작 및 특별 협찬에 이름을 올리고 있으며, 시세이도 브랜드 〈TSUBAKI〉의 CM에 출연한 6명의 여배우들이 출연하고 있다.
8. ↑  2011년 1월 선댄스 영화제 출품, 제61회 베를린 국제 영화제 파노라마 부문 출품
9. ↑  2편이 한달 간격으로 연속 개봉되었다.
10. ↑  제68회 칸 영화제 주목할만한 시선 부문 출품
11. ↑  제75회 베네치아 국제 영화제 공식경쟁 부문 출품
12. ↑  개봉·방송일자 기준은 일본에서의 공개일이다.
13. ↑  안녕 걸(일본어: おはガール)은 TV 도쿄의 어린이 프로그램 「오하 스타」의 일일 여자 도우미의 총칭.

### 참조주
1. ↑  “고쿠분 타이치, 결혼 회견 직전의 「아오이 유우에 진짜입니다」인가 편지...「대답은 야마사토 유우되었습니다」”. 《스포츠 호치》. 2019년 6월 6일. 2019년 6월 8일에 확인함.
2. 1 2 3  “PROFILE”. 《Yu Aoi Oficcial Web》. 이토 컴퍼니. 2015년 10월 1일에 확인함.
3. ↑  “아오이 유우, 3년만 주연 영화 - 현지 후쿠오카에서 PR”. 사가 신문. 2018년 7월 28일. 2018년 10월 2일에 원본 문서에서 보존된 문서. 2018년 10월 3일에 확인함.
4. 1 2  “난카이 캔디즈의 야마사토 료타 & 아오이 유우 소속사가 결혼 공식 발표”. 《ORICON NEWS》 (ORICON). 2019년 6월 5일. 2019년 6월 5일에 확인함.
5. 1 2  “아오이 유우 - 약력·필모그래피”. KINENOTE. 2017년 7월 25일에 확인함.
6. ↑  “동경 스타 데뷔 스토리”. Web Audition. 2018년 3월 5일에 확인함.
7. ↑  “WORK”. 《Yu Aoi Official Web》. 이토 컴퍼니. 2017년 7월 25일에 확인함.
8. ↑  “제75회 베니치아 국제 영화제 공식 기자 회견 공식 상영”. Cinema Factory. 2015년 9월 9일. 2018년 10월 5일에 확인함.
9. ↑  “아오이 유우 × 이와이 슌지 × 카루베 신이치가 말하는 「릴리 슈슈의 모든 것」”. 《CINRA.NET》. 2011년 4월 29일. 2018년 11월 19일에 확인함.
10. ↑  “아오이 유우가 말하는 「나쁜 여자」가 되지 않기 위한 연애 작법”. 닛케이 우먼 온라인. 2015년 2월 19일. 2018년 3월 5일에 확인함.
11. ↑  “발레 장면도 재현! 애니메이션 「하나와 앨리스」가 대단해!!”. 닛케이 우먼 온라인. 2017년 10월 26일. 2018년 3월 6일에 원본 문서에서 보존된 문서. 2018년 3월 5일에 확인함.
12. ↑  “야마P 등 졸업! 호리코시 고등학교 졸업식 완전 리포트!”. 《아사히 예능 특보》. 아사히. 2004년 2월 13일. 2017년 7월 22일에 원본 문서에서 보존된 문서. 2017년 7월 25일에 확인함.
13. ↑  “아오이 유우 & 코이케 텟페이 동급생 콤비가 JRA의 신 캐릭터에 취임”. 네비게이션 뉴스. 2007년 11월 30일. 2015년 10월 1일에 확인함.
14. ↑  “「리 하우스」 아오이 유우, 니혼대학 예술학부 합격을 축하합니다!”. 《SANSPO.COM》. 2003년 12월 7일. 2004년 2월 16일에 원본 문서에서 보존된 문서. 2017년 7월 25일에 확인함.
15. ↑  “이 세상에서 미치고 쉽게, 내가 있고 싶어”. 조시츠쿠!. 2016년 9월 7일. 2018년 10월 3일에 확인함.
16. ↑  “『충사』의 아오이 유우, 새빨간 리소데에 등장”. 시네마 투데이. 2006년 9월 9일. 2018년 9월 12일에 확인함.
17. ↑  “아오이 유우가 역할 연구에서의 가혹한 체중 감소에 겸손 『배우라면 당연하게 모두가 해야』”. livedoor. 2017년 11월 11일. 2018년 3월 2일에 확인함.
18. ↑  “동생 인터뷰 : 아오이 유우가 괴로워한 “리얼한 연기를 먼저 본 것은””. livedoor. 2010년 1월 23일. 2018년 3월 5일에 확인함.
19. ↑  “아오이 유우, 10대 시절 야마다 요지 감독 작품 오디션에 떨어졌다!”. 영화.com. 2017년 5월 27일. 2018년 3월 5일에 확인함.
20. ↑  ““85년조” 아오이 유우·미츠시마 히카리·미야자키 아오이·안도 사쿠라, 은막의 뮤즈 집결에서 압권 <제30회 도쿄 국제 영화제>”. 모델 프레스. 2017년 10월 25일. 2018년 3월 5일에 확인함.
21. ↑  “영화제 단골 츠카모토 신야 감독 첫 사극 《킬링》을 베네치아가 열렬한 환영!”. 《ELLE》. 2018년 9월 9일. 2018년 9월 12일에 확인함.
22. 1 2  “제53회 키노 쿠니야 연극상 결정의 소식”. 키노 쿠니야 서점. 2018년 12월 18일. 2018년 12월 19일에 확인함.
23. 1 2  “요미우리 연극 대상, 대상 최우수 연출가상에 쿠리야마 씨”. 《요미우리 신문사 온라인》. 2019년 2월 5일. 2019년 2월 21일에 원본 문서에서 보존된 문서. 2019년 2월 21일에 확인함.
24. ↑  “야마사토 료타 & 아오이 유우 결혼 회견 [회견 전문·전편] 「시즈짱이 소개해 준」(야마사토)”. 《아에라 점》. 2019년 6월 5일. 2019년 8월 7일에 확인함.
25. ↑  “아오이 유우, 스즈키 안에 강렬한 마음을 고백 「스즈키가 없는 인생은 생각할 수 없다」”. 영화.com. 2015년 2월 12일. 2018년 5월 23일에 확인함.
26. ↑  “아오이 유우 시즈짱의 「캐스팅 재미 갑자기 키시베 잇토쿠 씨 부르려고 하거나」”. 스포니치. 2017년 1월 15일. 2018년 3월 5일에 확인함.
27. ↑  “타카하타 미츠키, 데뷔 12년만에 첫 방학 아오이 유우와 샌프란시스코에 2명 여행”. 《ORICON NEWS》. 오리콘. 2018년 5월 25일. 2018년 8월 5일에 확인함.
28. 1 2  “아오이 유우 씨의 「좋아하게 되면 철저히」 편애 취미 히스토리”. HOLICS. 2017년 6월 28일. 2018년 10월 3일에 확인함.
29. ↑  삶은 달걀을 먹고 통곡! 여배우 아오이 유우의 귀여운 너무 천연 듬뿍 - 남성 사이조·2014년 9월 12일
30. ↑  “아오이 유우, 스모 관전 무방비한 모습을 전국에 노출된다 「끔찍하네요. 뭔가 외치고 있군요」”. 《스포츠 호치》 (호치 신문사). 2016년 12월 9일. 2016년 12월 10일에 원본 문서에서 보존된 문서. 2016년 12월 9일에 확인함.
31. ↑  “아오이 유우의 「헬로 사랑」이 의외로 너무! 미루어는 안쥬르므, 콘서트에도 참전 → 감격의 눈물”. 《J-CAST뉴스》 (주식회사 제이 캐스트). 2017년 9월 17일. 2017년 9월 17일에 확인함.
32. ↑  “「이 만화가 대단해!」 전원 집합 시각 OP는 아오이 유우의 희망에 안쥬르므에”. 《코믹 나탈리》. 나타샤. 2018년 9월 24일. 2018년 11월 3일에 확인함.
33. 1 2  TBS 계열 『A-studio』 2015년 10월 30일 방송 애프터 토크 중에서
34. ↑  아오이 유우, '또 극우파 영화 출연' 실망감 - 한국일보 2008년 1월 25일[깨진 링크(과거 내용 찾기)]
35. ↑  “아오이 유우, 무대에서 성장 실감 「성실하게  청결하게, 성실하게」 「키노 쿠니야 연극상」 수상”. 《ORICON NEWS》. 오리콘. 2019년 1월 30일. 2019년 2월 21일에 확인함.
36. ↑  “Yahoo!  검색 대상 요코하마 류세이 배우 부문 상 및 W 수상 「정말 영광」「 머리가 귀여운 것은 무기」”. 《Sponichi Annex》. 2019년 12월 4일. 2019년 12월 4일에 확인함.